# 12 octobre 1950
Le jeudi 12 octobre 1950 est le 285e jour de l'année 1950.

## Naissances
- Anna Tibaijuka, femme politique tanzanienne
- António Gualberto do Rosário, homme politique cap-verdien
- Chen Shui-bian, homme d'État de la république de Chine à Taïwan
- Dave Freudenthal, politicien américain
- Jean-Louis Colinet, acteur, metteur en scène et directeur de théâtre belge
- Joëlle Fossier, actrice française
- José Carlos Serrão, joueur de football brésilien
- Knut Knudsen, coureur cycliste norvégien
- Miguel Oviedo, footballeur argentin
- Paul Otellini (mort le 2 octobre 2017), PDG d'Intel
- Penka Metodieva, joueuse bulgare de basket-ball
- Roland Asch, pilote automobile allemand
- Tarek Heggy, journaliste égyptien
- Ulrich Brandenburg, diplomate allemand

## Décès
- Charles Gmelin (né le 28 mai 1872), athlète britannique
- Ivan Fomitch Pavlov (né le 25 juin 1922), aviateur soviétique